# I Brygada Etapowa
I Brygada Etapowa – jednostka wojsk etapowych w okresie II Rzeczypospolitej.

## Formowanie i zmiany organizacyjne
Sformowana w 1920 przez ppłk Wacława Szokalskiego Brygada Etapowa 1 Armii złożona była z dwóch batalionów. Na początku trzeciej dekady sierpnia uzyskała znaczne dozbrojenie i wyposażenie. Było to 3100 karabinów Mannlichera (po 100 naboi na karabin) oraz 625 mundurów i 925 trzewików.

## Struktura organizacyjna
Organizacja we wrześniu 1920:
- dowództwo brygady
- I Litewsko-białoruski batalion etapowy
- II Litewsko-białoruski batalion etapowy
- II Krakowski batalion etapowy
- IV Łódzki batalion etapowy

## Dowódcy brygady
- ppłk Wacław Szokalski (był IX 1920)[2]